# Nacholapithecus
Nacholapithecus (лат.) — вымерший род человекообразных обезьян, обитавших 14-15 миллионов лет назад, в среднем миоцене. Окаменелости найдены в Нахоле, северная Кения. Типовой и единственный вид Nacholapithecus kerioi считается ключевым таксоном в ранней эволюции гонимид. Сходный в телосложении с проконсулом (Proconsul), Nacholapithecus характеризуется длинным позвоночным столбом с шестью поясничными позвонками, отсутствием хвоста, узким туловищем, крупными верхними конечностями с подвижными плечевыми суставами и длинными ступнями.
Вместе с другими Kenyapithecinae, например Equatorius, Kenyapithecus и Griphopithecus, Nacholapithecus обладает сходствами с Anoiapithecus.

## Таксономия
Изначально Nacholapithecus включили в состав Kenyapithecus, затем к Equatorius (с возможной группировкой Equatorius в подсемействе Equatorinae вместо Afropithecini), в итоге выделен Ishida et al. (1999) в отдельный род. Вероятно, принадлежит семейству Proconsulidae.

## Распространение
Nacholapithecus kerioi известен из нижних слоёв Ака-Аитепут — одной из пяти формаций в неогеновой системе Нахолы, округ Самбуру, северная Кения. Формация в значительной степени является частью северо-западного рифтового склона над формацией Нахола.